# صنما با غم عشق تو چه تدبیر کنم
غزلی با مطلعِ «صنما با غم عشق تو چه تدبیر کنم» غزل شمارهٔ ۳۴۷ از دیوانِ حافظ در تصحیحِ محمد قزوینی و قاسم غنی است.

## در اجراها
محمّدرضا شجریان و اکبر گلپایگانی  در برنامهٔ شمارهٔ ۴۵۷ از مجموعهٔ یک شاخه گل این غزل را در دستگاهِ سه‌گاه اجرا کرده‌اند.

## در دیگر آثار هنری
در مرقّعِ بهرام میرزا (H2154) که در کتابخانهٔ توپکاپی‌سرای استانبول نگهداری می‌شود، قطعه‌ای متعلق به سدهٔ ۱۰ ه‍.ق وجود دارد که بیت‌هایی از این غزل توسط نورالدین پورانی بر روی آن نگاشته شده است.